# Metanarrazione
La metanarrazione è una tecnica narrativa che consiste nell'intervento diretto dell'autore all'interno dello stesso testo che va componendo. Si verifica così una narrazione che assume come proprio oggetto l'atto stesso del raccontare, così da sviluppare un romanzo nel romanzo. All'interno di un metaromanzo l'autore introduce delle proprie considerazioni sullo scritto che sta producendo, ma anche degli avvisi o delle osservazioni rivolte direttamente al lettore. In questo modo l'autore stabilisce un rapporto con il lettore, creando con esso un dialogo continuo. A questo modo più che raccontare una storia, il narratore affronta questioni teoriche sul modo e sulle motivazioni dello scrivere: dall'auto osservazione nell'atto dello scrivere allo svelamento delle tecniche del racconto e delle scelte più profonde.
Più specificamente la metanarrazione secondo Piero Boitani compare con le Finzioni (Ficciones, 1944 di Jorge Luis Borges (1899-1986), dove si scrive di letteratura nella letteratura.
Un esempio di metanarrazione si ha anche nel metaracconto dell'opera filmica dove il regista interviene nella composizione della pellicola stessa.
Diverso il caso della metanarrazione nella storiografia, anche conosciuta come “grande racconto o narrazione”, che tratta della spiegazione omnicomprensiva, totalizzante e armonica del procedere storico umano o della conoscenza.

## Esempi di metanarrazione
La metanarrazione si ha, ad esempio, quando un narratore chiama in causa il lettore (narratario). Vedi i "venticinque lettori" cui si rivolge Manzoni ne I promessi sposi o, nello stesso romanzo, il modo in cui l'autore esplicita la presenza di capitoli o passaggi narrativi. O ancora l'entrelacement "ma torniamo ad Angelica che fugge" nell'Orlando furioso di Ariosto.
Un altro esempio è dato dal racconto Conferenza personalfilologicodrammatica con implicazioni di Tommaso Landolfi (1974) che parla sopra un altro racconto, sempre di Landolfi, di qualche anno prima, e dell'incomprensione che ebbe: La passeggiata (1966).

### La seconda parte delDon Chisciotte
Un altro esempio è dato dal secondo libro del Don Chisciotte della Mancia di Miguel de Cervantes, un caso embrionale di metaromanzo: tra la prima parte del Don Chisciotte del 1605, e la seconda, del 1615, un altro scrittore, Alonso Fernández de Avellaneda, raccoglie la sfida del Don Chisciotte e ne scrive un seguito «in concorrenza e in polemica» con Cervantes. Questo seguito viene pubblicato nel 1614. L'anno seguente Cervantes pubblica a sua volta la seconda parte del Don Chisciotte, in cui fa continui riferimenti al Don Chisciotte apocrifo, sfoderando una satirica lucidità critica per valorizzare il proprio Don Chisciotte. «La seconda parte del Don Chisciotte», nelle parole di Cesare Segre, «diventa così, oltre che completamento, anche difesa e apologia».
Già nella Dedica al Conte di Lemos, che introduce la seconda parte del 1615, Cervantes scrive:
(Cervantes, Dedica al Conte di Lemos, Madrid, 30 settembre 1615)
La polemica con Avellaneda si manifesta a partire dal capitolo LIX, «dove si racconta lo straordinario caso che successe a Don Chisciotte e che si può tenere in conto d'avventura», apice satirico e modernissimo del romanzo: Don Chisciotte e Sancio, ignari di esser essi stessi personaggi di una narrazione, in un'osteria sentono discutere due persone sulla seconda parte del Don Chisciotte di Avellaneda: il primo, Don Giovanni, vuole sentirla raccontare, «perché non c'è libro tanto cattivo che non contenga qualche cosa di buono», mentre il secondo, Don Girolamo, dice che «Chiunque abbia letto la prima parte non può divertirsi a leggere questa seconda». Entrambi sono disgustati del disamoramento da parte del Don Chisciotte di Avellaneda di Dulcinea del Toboso: a quel punto, Don Chisciotte (quello vero) si rivela agli avventori dell'osteria smentendo categoricamente. Mentre sfoglia il libro apocrifo che parla di lui, Don Chisciotte critica (e Cervantes attraverso lui) la versione di Avellaneda, gli errori stilistici e psicologici sui personaggi, concludendo: «M'ingannerò, signori, ma fra me e l'autore del libro che hanno loro non ci può essere buon sangue», e Don Giovanni aggiunge «E se fosse possibile, bisognerebbe ordinare che nessuno ardisse occuparsi dei fatti del gran Don Chisciotte, tranne Cide Hamete Benengeli suo primo autore».
L'apoteosi comica si ha con la svolta nella storia, dovuta al capriccio di Don Chisciotte di non seguir le orme del suo rivale, il falso Don Chisciotte di Avellaneda:
Ma Don Giovanni gli fa presente che il falso Don Chisciotte era andato appunto a Saragozza, e le sue avventure, narrate da Avellaneda, erano piuttosto noiose.
(Traduzione di Ferdinando Carlesi.)

## Altre opere
Le origini del metaracconto si possono rintracciare nella narrazione epica, ad esempio alcuni canti dell'Odissea sono costituiti dai racconti fatti da Ulisse all'assemblea dei Feaci.
Altri esempi nella letteratura mondiale sono La storia infinita di Michael Ende, Il mondo di Sofia di Jostein Gaarder, Gli occhi di un re di Catherine Banner, La donna del tenente francese di John Fowles, Jacques il fatalista e il suo padrone di Denis Diderot e Come imbalsamare animaletti mutanti di César Aira.

### Opere italiane
Nella narrativa italiana contemporanea come esempi di metaromanzo si possono citare Se una notte d'inverno un viaggiatore, scritto nel 1979 da Italo Calvino; Cargo, pubblicato nel 1999 da Matteo Galiazzo e Il segreto di Angela, pubblicato nel 2013 da Francesco Recami.

## Metanarrazione (cinema)
Il metaracconto (o racconto di secondo grado) occorre quando, all'interno di un testo (cinematografico, in questo caso) viene raccontata una storia all'interno della storia stessa. Più semplicemente, il metaracconto filmico è un film all'interno del film.

### Tipi di metaracconto
A seconda del tipo di relazione che si instaura tra la narrazione principale e il racconto secondario si possono individuare tre modi per inserire il metaracconto nel film.
Causalità: il metaracconto è direttamente correlato alla narrazione principale e perciò assume una funzione esplicativa. Occorre quando il personaggio spiega attraverso il racconto per quali ragioni si è arrivati alla situazione vigente nel racconto primo. Quando il racconto è accompagnato solo da un supporto verbale (voce fuori campo oppure il personaggio che racconta) si parla di analessi (evento passato) e prolessi (evento futuro). Nel caso invece il racconto secondo sia costituito da immagini si parla di flashback (evento passato) e di flashforward (evento futuro). Quando troviamo i due dispositivi impiegati insieme parleremo rispettivamente di flashback con analessi e flashforward con prolessi. Esempio di prolessi particolarmente codificato è il fenomeno denominato in inglese come Origin Story. Occorre quando, in un racconto di supereroi, viene richiamato il momento dell'origine del supereroe (o del cattivo), ovvero quando acquisisce i superpoteri e decide di combattere per il bene (o il male, nel caso del cattivo) dell'umanità. La origin story o pourquoi story può anche fare riferimento alle storie folkloristiche che hanno come obbiettivo quello di spiegare i miti.
Tema: la relazione è tematica e non vi è nessuna implicazione spazio-temporale tra il primo ed il secondo racconto. La funzione di questo meta racconto è alle volte di contrasto, analogia, similitudine. Nella storia principale viene raccontato un aneddoto capace di evocare alcune emozioni relative ai personaggi principali.
Casualità: non vi è nessuna relazione esplicita tra i due livelli: il personaggio racconta una storia che non ha alcun rapporto di implicazione logica o tematica con la narrazione principale. Spesso il racconto secondario può avere una funzione di distrazione oppure ostruzionismo. Esempi famosi di questo tipo di meta narrazione sono Le mille e una notte, dove Sharazad distrae il re raccontandogli una storia nuova ogni notte, ostacolando e rimandando così la propria morte, e il Decameron di Boccaccio dove i giovani protagonisti si alternano nel racconto di novelle che non hanno nulla a che vedere con il tempo e il racconto principale.

### Esempi
Un esempio di metaracconto con rapporto di causalità può essere rappresentato dall'episodio di flashback in Pulp Fiction che ha come protagonista il pugile Butch. Nel film infatti il flashback ci fa capire per quale motivo il pugile è affezionato al suo vecchio orologio al punto di rischiare di farsi ammazzare.
Un esempio moderno di metaracconto può essere rappresentato da Stardust Memories di Woody Allen. Nel film la storia principale è costruita sulla figura di un regista (lo stesso Allen) e il metaracconto (da intendere qui in senso ampio) costituito dal suo flusso di coscienza: spezzoni di suoi vecchi film, allucinazioni, ricordi.

### Dispositivi del metaracconto
Il cinema classico ha elaborato nel corso degli anni una serie di espedienti linguistici ricorrenti che permettono di riconoscere racconto e metaracconto. In tale maniera lo spettatore moderno, aiutato da alcuni espedienti, riesce ad individuare cosa fa parte della trama principale e cosa della trama incassata nel racconto principale. 
Zoom o carrellata, in generale qualsiasi avvicinamento della macchina da presa al volto del personaggio dal quale partirà il metaracconto. Questo avvicinamento ci indica la fonte dell'inserto. Lo stesso può valere per un allontanamento dal soggetto alla fine dell'inserto metanarrativo: ad esempio, dopo una sequenza che avevamo fino a quel punto considerato principale, ci viene mostrato un allontanamento da un soggetto che ci indica che quello che abbiamo visto viene da quel personaggio, è riconducibile ad esso, e non rappresenta solo un inserto del racconto.
Dissolvenza. Può apparire da sola od associata ad un avvicinamento di macchina.
Voce narrante. Esplicitato dalle parole, il metaracconto può essere introdotto dallo stesso personaggio che si mette a ricordare passando da voce in campo a voce fuori campo oppure direttamente da una voce fuori campo.